# Jingle Bells
«Jingle Bells» es una de las canciones tradicionales de Navidad más conocidas y cantadas en todo el mundo. Fue escrita entre 1850 y 1857 por el compositor estadounidense James Pierpont (1822-1893) bajo el título de «The One Horse Open Sleigh» y fue publicada en la ciudad de Boston por la compañía Oliver Ditson & Co. el 16 de septiembre de 1857. 
En 1859 la canción fue relanzada, esta vez bajo el título «Jingle Bells, or the One Horse Open Sleigh». A pesar de estar íntimamente conectada a la Navidad, no es específicamente una canción de Navidad, ya que no se menciona, y trata sobre las carreras de caballos.

## Historia
Cuando la canción de Pierpont fue publicada originalmente en el año 1857, tenía diferente coro, con una melodía que sonaba a música clásica. La progresión de los acordes «I, V, VI, III, IV, I, V» es algo común en la música clásica; excepto por los acordes finales. La melodía escrita originalmente sigue el mismo patrón del Canon en re mayor de Pachelbel, parecido al tono de la canción «Jolly Old Saint Nicholas», que apareció unos cincuenta años antes que «Jingle Bells». La letra original de 1857 difiere ligeramente de las que conocemos hoy. Se desconoce quién reemplazó la melodía del coro y las palabras de aquella versión de la versión moderna. La canción fue reimpresa en 1859 con el título revisado de «Jingle Bells, or the One Horse Open Sleigh».

## Letra
La primera estrofa y coro son las partes más cantadas y recordadas de la canción. A continuación, se muestra la letra original junto a la traducción al castellano:
| Original | Traducción |
| --- | --- |
| Dashing through the snow In a one-horse open sleigh Over the fields we go Laughing all the way Bells on bobtail ring / Hear our voices ring Making spirits bright What fun it is to laugh and sing / What fun it is to ride and sing / Oh, what fun it is to sing A sleighing song tonight (chorus) Jingle bells, jingle bells, Jingle all the way; Oh! what fun [joy] it is to ride In a one-horse open sleigh. Jingle bells, jingle bells, Jingle all the way; Oh! what fun [joy] it is to ride In a one-horse open sleigh. A day or two ago I thought I'd take a ride And soon, Miss Fanny Bright Was seated by my side, The horse was lean and lank Misfortune seemed his lot He got into a drifted bank And then we [And we—we] got upsot. (chorus) Now the ground is white Go it while you're young, Take the girls tonight and sing this sleighing song; Just get a bobtailed bay Two forty as [for] his speed [and] Hitch him to an open sleigh And crack! you'll take the lead. (chorus) | Corriendo por la nieve En un trineo destapado de un solo caballo Vamos sobre los campos Riendo todo el camino Suenan las campanas del caballo de cola cortada / Oye nuestras voces sonar Haciendo brillar a los espíritus Qué divertido es reír y cantar / Qué divertido es montar y cantar / Oh, qué divertido es cantar esta noche una canción de trineo. (coro) Suenan las campanas, Suenan las campanas, Suenan todo el camino; ¡Oh! qué divertido es montar en un trineo destapado de un solo caballo. Suenan las campanas, Suenan las campanas, Suenan todo el camino; ¡Oh! qué divertido es montar en un trineo destapado de un solo caballo. Hace un día o dos Pensé ir a dar un paseo Y pronto, la señorita Fanny Bright Estaba sentada a mi lado, El caballo era flaco y lacio La desgracia parecía su suerte Se metió en un montón de nieve Y luego nosotros, nosotros nos caímos. (coro) Ahora el suelo es blanco Ve mientras seas joven, Lleva a las chicas esta noche y canta esta canción de trineos; Solo consigue un alazán (caballo)de cola cortada Que haga una milla en dos minutos y cuarenta segundos [y] engánchale un trineo destapado Y ¡crac! cogerás la delantera. (coro) |

## Notación

Hoja de notación de «Jingle Bells».

## Jingle Bells en el espacio
«Jingle Bells» fue la primera canción que se transmitió desde el espacio. El 16 de diciembre de 1965 los dos astronautas estadounidenses Tom Stafford y Walter M. Schirra hicieron una broma de Navidad durante la misión Gemini 6A. Enviaron este mensaje a la estación de control en la Tierra: 

«Tenemos un objeto, parece un satélite yendo de norte a sur, probablemente en órbita polar... de frente veo un módulo de mando y ocho módulos más pequeños. El piloto del módulo de mando lleva un traje rojo.»

Los astronautas, a continuación cogieron una armónica de contrabando y unos cascabeles y emitieron una versión de «Jingle Bells». La armónica, mostrada a la prensa a su retorno, era una Little Lady de marca Hohner, de un tamaño aproximado de una pulgada de largo y tres octavos de pulgada de ancho.

## Posibles lugares de nacimiento

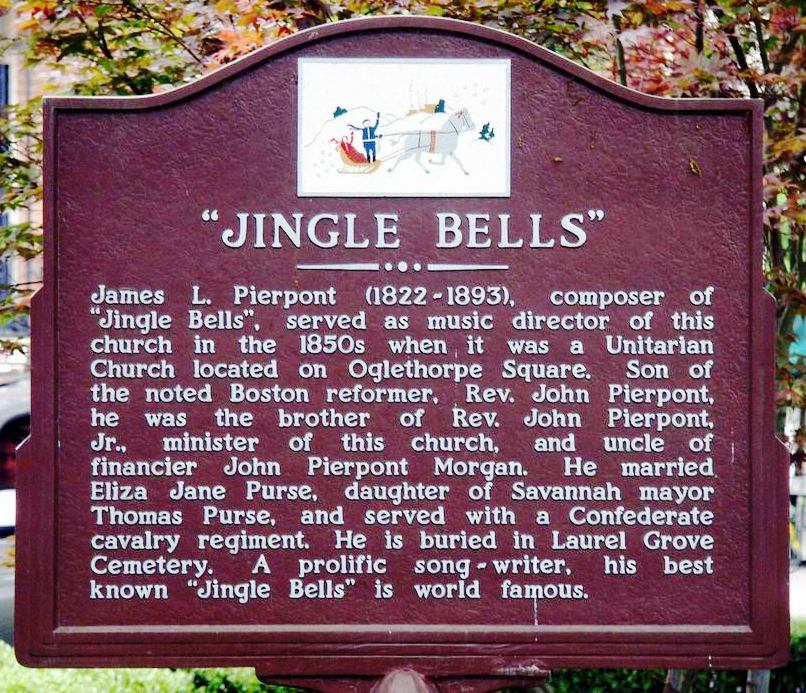
Placa conmemorativa de James Pierpont y su «Jingle Bells» en Savannah, Georgia.

- Una placa conmemorativa del «lugar de nacimiento» de «Jingle Bells» se sitúa junto a un edificio de Medford Square en la ciudad de Medford, Massachusetts.

- En la ciudad de Savannah en el estado de Georgia, hay una placa conmemorando la composición de la canción en una iglesia donde Pierpont servía como director de música.

«James L. Pierpont, compositor de "Jingle Bells" (1822-1893) sirvió como director de música en esta iglesia en la década de 1850 cuando era una Iglesia Unitaria, localizada en Oglethorpe Square. Hijo del notable reformista de Boston Rev. John Pierpont, fue hermano de Rev. John Pierpont Jr. ministro de esta iglesia, y tío del financiero John Pierpont Morgan. Se casó con Eliza Jane Purse, hija de Thomas Purse, alcalde de Savannah (...)»

## Versiones y ventas
Las versiones en Español varían entre "Navidad, Navidad, dulce Navidad..." en España, "Navidad, navidad, pronto llegará..." en México, "Navidad, navidad hoy es navidad" en Venezuela, "Navidad, navidad, blanca navidad" en Colombia y "Cascabel, cascabel, lindo cascabel"  en Panamá y el Caribe.